# Třída Königsberg (1915)
Třída Königsberg byla třída lehkých křižníků Kaiserliche Marine. Skládala se ze čtyř jednotek, zařazených do služby v letech 1916–1917. Pojmenovány byly podle německých lehkých křižníků ztracených v počátečním období první světové války. Jsou považovány za nejlepší postavené lehké křižníky německého námořnictva. Všechny křižníky válku přečkaly. Tři byly po jejím skončení internovány ve Scapa Flow. Dne 21. června 1919 tam téměř všechna německá plavidla potopily jejich posádky. Zatímco Karlsruhe klesl ke dnu, Emden a Nürnberg najely na břeh a později byly v rámci reparací předány Francii a Velké Británii. Königsberg nebyl ve Scapa Flow přítomen a byl rovněž předán Francii.

## Stavba
Celkem byly postaveny čtyři jednotky této třídy. Do stavby se zapojily loděnice AG Weser v Brémách, Kaiserliche Werft Kiel a Howaldtswerke v Kielu.
Jednotky třídy Königsberg:
| Jméno         | Loděnice               | Založení kýlu | Spuštěna          | Vstup do služby    | Status |
| ------------- | ---------------------- | ------------- | ----------------- | ------------------ | --- |
| Königsberg II | AG Weser               | 1914          | 18. prosince 1915 | 12. července 1916  | Vyřazen 1920. V rámci reparací připadl Francii. Zařazen jako Metz. Sešrotován 1936. |
| Karlsruhe II  | Kaiserliche Werft Kiel | 1915          | 31. ledna 1916    | 15. listopadu 1916 | V listopadu 1918 internován ve Scapa Flow. Dne 21. června 1919 potopen vlastní posádkou. Vrak nebyl vyzvednut. |
| Emden II      | AG Weser               | 1914          | 1. února 1916     | 16. prosince 1916  | V listopadu 1918 internován ve Scapa Flow. Dne 21. června 1919 se jej posádka pokusila potopit, ale Britové odtáhli ke břehu. V rámci reparací připadl Francii. Kvůli přílišnému poškození se nevrátil do služby a byl využit k testům. Sešrotován 1926.                     |
| Nürnberg II   | Howaldtswerke          | 1915          | 14. dubna 1916    | 15. února 1917     | V listopadu 1918 internován ve Scapa Flow. Dne 21. června 1919 se jej posádka pokusila potopit, ale Britové odtáhli ke břehu. V rámci reparací připadl Velké Británii. Využit jako cvičný cíl. Dne 7. července 1922 jej u ostrova Wight potopil bitevní křižník HMS Repulse. |

## Konstrukce

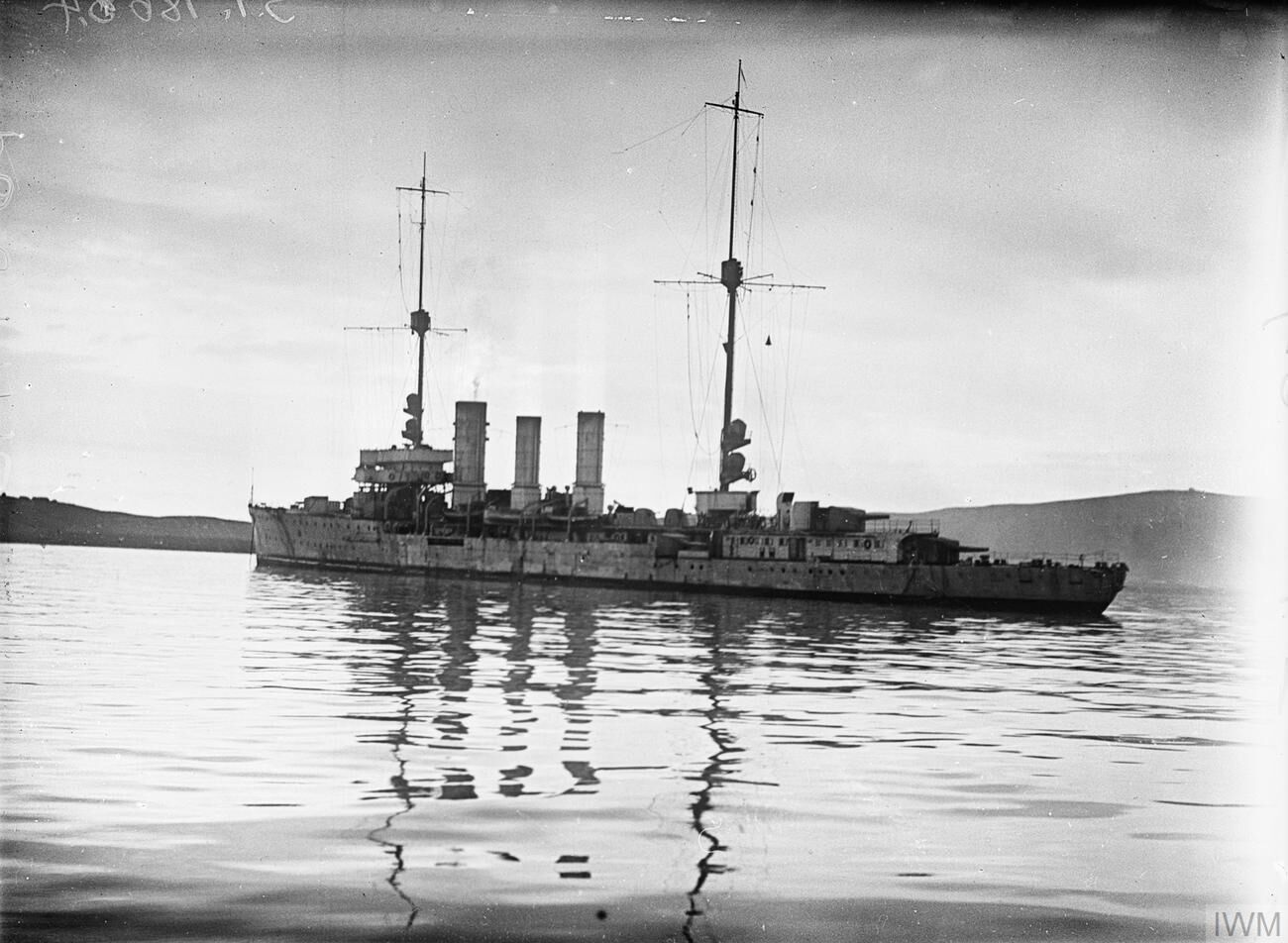
SMS Emden internovaný ve Scapa Flow

Hlavní výzbroj lodí tvořilo osm 150mm kanónů v jednohlavňové lafetaci. Dále nesly dva 88mm protiletadlové kanóny a čtyři 500mm torpédomety. Byly vybaveny pro nesení 120 min. Boční pancéřový pás měl sílu až 64 mm, pancéřová paluba 19 mm a velitelská věž 50 mm. Pohonný systém tvořilo dvanáct kotlů Marine a dvě turbíny Marine o výkonu 31 000 hp, pohánějící dva lodní šrouby. Nejvyšší rychlost dosahovala 27,5 uzlů. Dosah byl 4850 námořních mil při rychlosti 12 uzlů.

## Osudy

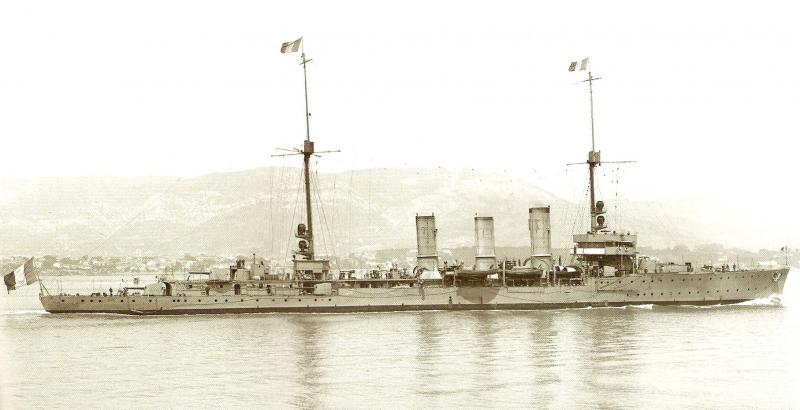
Francouzský křižník Metz (ex Königsberg)

Všechny křižníky vstupovaly do služby až v závěru první světové války. Königsberg a Nürnberg bojovaly 17. listopadu 1917 v druhé bitvě u Helgolandské zátoky. Naopak Emden v té době operoval na Baltu. Königsberg přepravil 15. listopadu 1918 do zálivu Firth of Forth kontradmirála Hugo Meurera, kterého velitel Širokomořského loďstva admirál Franz von Hipper pověřil vyjednáváním o podmínkách jeho kapitulace.
Karlsruhe, Nürnberg a Emden byly na konci války internovány ve Scapa Flow. Dne 21. června 1919 pak došlo k tzv. incidentu ve Scapa Flow, když němečtí námořníci své lodě raději potopili, aby nepadly do rukou Dohody. Karlsruhe byl potopen a do služby se již nikdy nevrátil. Nürnberg uvázl na mělčině, byl předán Britům a v roce 1922 potopen jako cvičný cíl. Emden se Britům podařilo odtáhnout ke břehu. Byl předán Francii a v roce 1926 sešrotován. Königsberg byl po válce rovněž předán Francii, která ho používala pod názvem Metz.